# Sault-Saint-Remy
Sault-Saint-Remy és un municipi francès situat al departament de les Ardenes i a la regió del Gran Est. L'any 2007 tenia 159 habitants.

## Història

### Edat mitjana
Trobem el primer esment de Salix sancti Remigii en el políptic de l'abadia de Saint-Remi de Reims. La parròquia depèn del deganat de Lavannes. El senyor dominical era l'abat de Saint-Remy.

### Toponímia
Aquest lloc és esmentat per primera vegada en un text del segle xii (villa Celtus). Més endavant, l'any 1237, és esmentada com a Salix sancti Remigii. El topònim prové d'un nom de persona gal.

## Demografia

### Població
El 2007 la població de fet de Sault-Saint-Remy era de 159 persones. Hi havia 56 famílies de les quals 8 eren unipersonals (8 dones vivint soles i 8 dones vivint soles), 16 parelles sense fills, 28 parelles amb fills i 4 famílies monoparentals amb fills.
La població ha evolucionat segons el següent gràfic:
Habitants censats

### Habitatges
El 2007 hi havia 64 habitatges, 58 eren l'habitatge principal de la família, 2 eren segones residències i 4 estaven desocupats. Tots els 64 habitatges eren cases. Dels 58 habitatges principals, 48 estaven ocupats pels seus propietaris, 9 estaven llogats i ocupats pels llogaters i 1 estava cedit a títol gratuït; 3 tenien tres cambres, 7 en tenien quatre i 48 en tenien cinc o més. 48 habitatges disposaven pel capbaix d'una plaça de pàrquing. A 23 habitatges hi havia un automòbil i a 35 n'hi havia dos o més.

### Piràmide de població
La piràmide de població per edats i sexe el 2009 era:
| Homes | Edats   | Dones |
| ----- | ------- | ----- |
| 0     | 95 o +  | 0     |
| 0     | 90 a 94 | 0     |
| 0     | 85 a 89 | 0     |
| 0     | 80 a 84 | 0     |
| 0     | 75 a 79 | 0     |
| 8     | 70 a 74 | 0     |
| 0     | 65 a 69 | 0     |
| 4     | 60 a 64 | 8     |
| 4     | 55 a 59 | 0     |
| 8     | 50 a 54 | 4     |
| 8     | 45 a 49 | 4     |
| 8     | 40 a 44 | 12    |
| 16    | 35 a 39 | 12    |
| 4     | 30 a 34 | 12    |
| 0     | 25 a 29 | 0     |
| 4     | 20 a 24 | 4     |
| 16    | 15 a 19 | 8     |
| 12    | 10 a 14 | 12    |
| 4     | 5 a 9   | 0     |
| 4     | 0 a 4   | 8     |

## Economia
El 2007 la població en edat de treballar era de 111 persones, 80 eren actives i 31 eren inactives. De les 80 persones actives 74 estaven ocupades (42 homes i 32 dones) i 6 estaven aturades (3 homes i 3 dones). De les 31 persones inactives 9 estaven jubilades, 8 estaven estudiant i 14 estaven classificades com a «altres inactius».

### Ingressos
El 2009 a Sault-Saint-Remy hi havia 63 unitats fiscals que integraven 165 persones, la mediana anual d'ingressos fiscals per persona era de 15.301 €.

### Activitats econòmiques
Dels 7 establiments que hi havia el 2007, 1 era d'una empresa alimentària, 3 d'empreses de construcció, 1 d'una empresa de comerç i reparació d'automòbils, 1 d'una empresa de transport i 1 d'una empresa de serveis.
Dels 2 establiments de servei als particulars que hi havia el 2009, 1 era un paleta i 1 lampisteria.
L'any 2000 a Sault-Saint-Remy hi havia 5 explotacions agrícoles que ocupaven un total de 675 hectàrees.

## Poblacions més properes
El següent diagrama mostra les poblacions més properes.